# De Verhulstjes
De Verhulstjes is een Vlaamse realitysoap over het dagelijks leven van Gert Verhulst en zijn familie. Het programma is van productiehuis Dedsit en wordt sinds 2021 wekelijks uitgezonden op Play4 en op Videoland.

## Familie
De familie bestaat uit Gert Verhulst zelf (1968), zijn vader Jos (1930-2020), zijn vrouw Ellen Callebout (1978) en zijn twee kinderen uit een vorig huwelijk: Viktor (1994) en Marie (1995).
Daarnaast verschijnen in de reeks Jef Oomen (de vriend van Marie), Sarah Puttemans (de vriendin van Viktor), huishoudhulp Martine en de gezinshonden Marcel († 2022) en Leo.

## Afleveringen

### Seizoen 1
Het eerste seizoen was vanaf 7 januari 2021 wekelijks te zien bij Play4. Op 10 mei 2021 verscheen het eerste seizoen in Nederland op Videoland. Van 19 november tot en met 24 december 2021 werd het seizoen uitgezonden op RTL 5.
| Afl. | Uitzenddatum     | Kijkcijfers | Kijkcijfers      |
| Afl. | Uitzenddatum     | Live        | Incl. uitgesteld |
| ---- | ---------------- | ----------- | ---------------- |
| 1    | 7 januari 2021   | 710.658     | 971.134          |
| 2    | 14 januari 2021  | 634.458     | 862.181          |
| 3    | 21 januari 2021  | 518.848     | 771.280          |
| 4    | 28 januari 2021  | 685.447     | 1.035.435        |
| 5    | 4 februari 2021  | 700.635     | 1.017.028        |
| 6    | 11 februari 2021 | 671.022     | 1.039.018        |

### Seizoen 2
Het tweede seizoen, De Verhulstjes in Saint-Tropez, ging op 30 augustus 2021 van start bij Play4. In Nederland verscheen het seizoen op 18 december 2021 op Videoland. Op 28 augustus 2022 wordt het seizoen uitgezonden bij RTL 8
| Afl. | Uitzenddatum      | Kijkcijfers | Kijkcijfers      |
| Afl. | Uitzenddatum      | Live        | Incl. uitgesteld |
| ---- | ----------------- | ----------- | ---------------- |
| 1    | 30 augustus 2021  | 519.010     | 767.247          |
| 2    | 6 september 2021  | 478.112     | 774.676          |
| 3    | 13 september 2021 | 456.690     | 737.279          |
| 4    | 20 september 2021 | 487.366     | 758.042          |
| 5    | 27 september 2021 | 538.289     | 814.621          |
| 6    | 4 oktober 2021    | 488.427     | 828.499          |
| 7    | 11 oktober 2021   | 454.075     | 800.496          |

### Seizoen 3
In het derde seizoen, dat begon op 7 februari 2022 bij Play4, gingen De Verhulstjes op skivakantie naar Sankt Anton am Arlberg in Oostenrijk. In Nederland werd het seizoen op 14 mei 2022 toegevoegd aan Videoland. Op 18 september 2022 wordt het seizoen uitgezonden bij RTL 8
| Afl. | Uitzenddatum     | Kijkcijfers | Kijkcijfers      |
| Afl. | Uitzenddatum     | Live        | Incl. uitgesteld |
| ---- | ---------------- | ----------- | ---------------- |
| 1    | 7 februari 2022  | 513.092     | 875.003          |
| 2    | 14 februari 2022 | 436.453     | 870.195          |
| 3    | 21 februari 2022 | 429.664     | 799.103          |
| 4    | 28 februari 2022 | 432.459     | 763.972          |
| 5    | 7 maart 2022     | 442.984     | 820.835          |
| 6    | 14 maart 2022    | 353.025     | 680.263          |

### Special
Op 22 mei 2022 werd op Play4 onder de naam De Verhulstjes: Afscheid Samson & Gert een speciale aflevering uitgezonden waarin de familie Verhulst gevolgd werd tijdens de allerlaatste afscheidsshow van Samson en Gert. De uitzending had 409.848 kijkers (606.869 inclusief uitgesteld kijken). Op 5 juli 2022 werd de special in Nederland toegevoegd aan Videoland.

### Seizoen 4
Het vierde seizoen begon op 8 januari 2023 bij zowel Play4 als Videoland. Het seizoen startte met de familie in Saint-Tropez waar ze bezoek kregen van James Cooke en Dorian Liveyns. Later gingen ze voor Viktors verjaardag naar Gran Canaria, waar hij moest werken voor Love Island. In de laatste aflevering rouwde de familie over het verlies van Marcel, een van de twee honden, en zagen we hoe Gert zich voorbereidde voor de feel-good musical Vergeet Barbara.
| Afl. | Uitzenddatum     | Kijkcijfers | Kijkcijfers      |
| Afl. | Uitzenddatum     | Live        | Incl. uitgesteld |
| ---- | ---------------- | ----------- | ---------------- |
| 1    | 8 januari 2023   | 487.134     | 860.515          |
| 2    | 15 januari 2023  | 508.065     | 892.762          |
| 3    | 22 januari 2023  | 479.192     | 865.084          |
| 4    | 29 januari 2023  | 486.860     | 853.637          |
| 5    | 5 februari 2023  | 536.715     | 906.121          |
| 6    | 12 februari 2023 | 618.227     | 949.548          |

### Seizoen 5
Het vijfde seizoen begon op 5 november 2023 bij zowel Play4 als Videoland. In dit seizoen gaat de familie naar Camping International in Pradons in de Ardèche waar Gert jeugdherinneringen heeft liggen en ze gaan op cruise door Scandinavië. Het seizoen sloot af met een speciale kerstaflevering waarin de familie samen een kerstnummer opnemen; deze aflevering was op 24 december 2023 online al op GoPlay en Videoland te bekijken en pas een dag later, op 25 december 2023, op televisiezender Play4.
| Afl. | Uitzenddatum     | Kijkcijfers | Kijkcijfers      |
| Afl. | Uitzenddatum     | Live        | Incl. uitgesteld |
| ---- | ---------------- | ----------- | ---------------- |
| 1    | 5 november 2023  | 482.596     | 842.288          |
| 2    | 12 november 2023 | 437.955     | 770.623          |
| 3    | 19 november 2023 | 489.197     | 858.128          |
| 4    | 26 november 2023 | 491.149     | 801.037          |
| 5    | 3 december 2023  | 493.421     | 808.565          |
| 6    | 10 december 2023 | 544.477     | 864.004          |
| 7    | 17 december 2023 | 454.932     | 737.581          |
| 8    | 25 december 2023 | 279.090     | 654.962          |

### Seizoen 6
Het zesde seizoen begon op 9 november 2024 bij Play4. In dit seizoen wordt Gert ereburger van Koksijde en gaat de familie onder andere naar Volendam en wonen ze de Nederlandse première van 40-45, de Musical bij.
| Afl. | Uitzenddatum     | Kijkcijfers | Kijkcijfers      |
| Afl. | Uitzenddatum     | Live        | Incl. uitgesteld |
| ---- | ---------------- | ----------- | ---------------- |
| 1    | 9 november 2024  |             |                  |
| 2    | 16 november 2024 |             |                  |
| 3    | 23 november 2024 |             |                  |
| 4    | 30 november 2024 |             |                  |
| 5    | 7 december 2024  |             |                  |
| 6    | 14 december 2024 |             |                  |

## Trivia
- Zo Zijn Wij, de titelsong van de reeks, werd ingezongen door Gert Verhulst.[5]
- Op GoPlay, het online video-on-demand-platform van Play Media, is de online reeks De Verhulstjes: wat je niet zag op tv te bekijken met exclusieve fragmenten die de gewone afleveringen niet haalden.
- In Nederland is de voice-over van Jelle Cleymans vervangen door de stem van Cees Geel.
- Op 1 december 2023 brachten De Verhulstjes een eigen kerstsingle uit: Wil Jij Mijn Kerstcadeautje Zijn. Het nummer bereikte diezelfde dag nog de eerste plaats in de iTunes-hitlijst in België.[bron?]